# Fritz Kreisler
Fritz Kreisler (Viena, 2 de febrero de 1875 - Nueva York, 29 de enero de 1962) fue un violinista, compositor y pianista estadounidense de origen austriaco.
Es considerado uno de los más grandes violinistas de la historia, así como uno de los más amados. Era idolatrado por la increíble belleza de su timbre, de características únicas, así como por su intenso y expresivo vibrato, su uso del portamento, la elegancia y naturalidad de su legato y su perfecta articulación, características todas que conferían a su arte un sello inconfundible. Al igual que todos los grandes instrumentistas del pasado, y a diferencia de lo que sucede hoy, su manera de tocar era personalísima y reconocible desde la primera nota.

## Biografía
Comenzó a estudiar con su padre, el médico judío Samuel Kreisler, siendo aún un niño y se perfeccionó con Jacques Auber. En 1882 se convirtió a la edad de 7 años en el alumno más joven de la historia del Conservatorio Musical de Viena, donde estudió con Josef Hellmesberger (hijo) y Bruckner. Dos años más tarde, con tan solo 9 años, debutó como violinista y al año siguiente fue discípulo de Lambert Massart y Delibes en el Conservatorio Musical de París. 
En 1888, Fritz Kreisler inició una gira de conciertos por Estados Unidos, y después de varios años en los que se dedicó a estudiar Medicina, volvió a ejercer como solista a partir de 1899. En 1924 se estableció en Berlín, más tarde en París y en 1939, huyendo de los nazis, en Estados Unidos. Entre sus composiciones cabe destacar obras para violín como "Liebesleid" y "Liebesfreud". También abordó la composición de operetas, como Apple Blossoms (1919, en colaboración con Victor Jacobi) o Sissy (1932).
Cabe destacar que Kreisler usó el seudónimo de Gaetano Pugnani para publicar algunas de sus obras, como Preludium and Allegro y Tempo di Minuetto; ya que temía por lo que dijeran de sus composiciones. Sin embargo en 1935 Kreisler reveló que esos trabajos eran en realidad suyos.